# Urglas

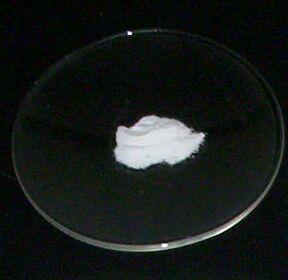
Cesiumfluorid på ett urglas

Ett urglas är en liten, grund, cirkulär glasskål (formad som ytan på en sfärisk kalott) som inom kemi bland annat används som ett hjälpmedel vid uppvägning (som ett "grovt" vågskepp för större mängder än ett dylikt), för enkla kvalitativa analyser (som ett lättdiskat alternativ till provrör), för utkristallisering ur mindre vätskevolymer (den stora ytan i förhållande till den lilla volymen gör att avdunstning sker snabbt) eller som lock till bägare eller andra kärl (för att förhindra avdunstning och förorening).
Urglas har fått sitt namn från likheten med glaset i ett fickur.
Urglas används också som skydd (som behåller fukten) för ett öga efter en operation (eller vid andra situationer där patienten inte kan blinka och hålla ögat fuktigt) vilket gör det möjligt att ändå använda ögat under läkningen samt att kunna inspektera det utan att ta bort förbandet.